# Vadebra hypargyria
Vadebra hypargyria är en fjärilsart som beskrevs av Henry John Elwes. Vadebra hypargyria ingår i släktet Vadebra och familjen juvelvingar. Inga underarter finns listade i Catalogue of Life.